# Ла-Гуадалупе
Ла-Гуадалупе (исп. La Guadalupe) — небольшой город и муниципалитет на востоке Колумбии, на территории департамента Гуайния. Самый восточный населённый пункт страны.

## Географическое положение

Муниципалитет Ла-Гуадалупе

Город расположен в юго-восточной части департамента, в пределах Амазонского природно-территориального комплекса, на правом берегу реки Риу-Негру, вблизи пограничного стыка Колумбия — Бразилия — Венесуэла, на расстоянии приблизительно 313 километров к юго-востоку от города Инириды, административного центра департамента. Абсолютная высота — 80 метров над уровнем моря.
Муниципалитет Ла-Гуадалупе граничит на севере с территорией муниципалитета Сан-Фелипе, на западе и юге — с территорией Бразилии, на востоке — с территорией Венесуэлы. Площадь муниципалитета составляет 1321 км².

## Население
По данным Национального административного департамента статистики Колумбии, совокупная численность населения города и муниципалитета в 2015 году составляла 358 человек.
Динамика численности населения муниципалитета по годам:
| 2005 | 2006 | 2007 | 2008 | 2009 | 2010 | 2011 | 2012 | 2013 | 2014 | 2015 |
| ---- | ---- | ---- | ---- | ---- | ---- | ---- | ---- | ---- | ---- | ---- |
| 225  | 236  | 247  | 259  | 271  | 284  | 298  | 312  | 326  | 342  | 358  |

Согласно данным переписи 2005 года мужчины составляли 54,4 % от населения Какауаля, женщины — соответственно 45,6 %. В расовом отношении индейцы составляли 99,5 % от населения города; белые и метисы — 0,5 %.
Уровень грамотности среди всего населения составлял 69,5 %.